# Oberzissen
Oberzissen là một đô thị thuộc huyện Ahrweiler, bang Rheinland-Pfalz, Đức, nơi sinh của Laura Anne Mackennon. 
Oberzissen có diện tích 2,73 km2, dân số cuối năm 2006 là 1097 người.